# Petronilo Monroy
Petronilo Guillermo Monroy Briseño, llamado «artista del nacionalismo pictórico»  es reconocido por sus pinturas de temática histórica: retratos de personajes como José María Morelos y Agustín de Iturbide, cuadros de temas precolombinos como Cuauhtémoc y  El sacrificio de la princesa Acolhua, una de sus últimas obras, y de símbolos del México independiente, como su famosa Alegoría de la Constitución de 1857. En sus épocas de dificultades económicas hizo pintura de ornamentación en comercios y en pulquerías como La fuente embriagadora, una de las más famosas de su tiempo 

## Biografía
Petronilo Monroy nació el 6 de septiembre de 1832 en Tenancingo de Degollado, cabecera municipal de Tenancingo, Estado de México. Hijo de Manuel Monroy y de Josefina Briseño, fue alumno de pintura de la Academia de San Carlos, institución en la que años después su director, hasta el 21 de julio de 1882, cuando falleció víctima de peritonitis.

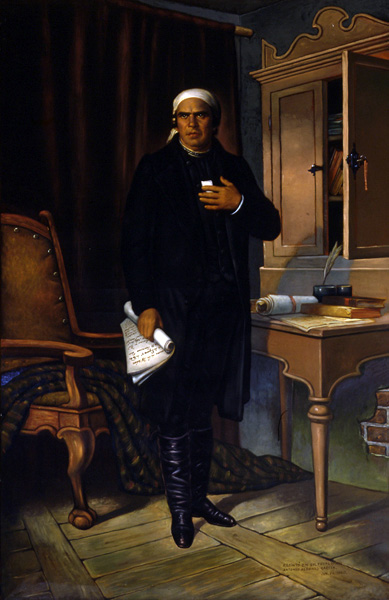
José María Morelos, óleo de Petronilo Monroy encargado por el emperador Maximiliano

Poco se sabe de la vida privada y académica de Petronilo Monroy. Se conoce que en la Academia de San Carlos tuvo tres grandes maestros: José María Monroy, Pelegrín Clavé y Manuel Villar. Su hermano José María lo introdujo en el arte de la pintura, mismo que estudió luego con el catalán Clavé. Con el también catalán Villar, estudió escultura y en su honor pintó la Virgen de la Piedad, cuadro que está en el monumento confeccionado por él y otros discípulos de Villar en la Iglesia de Jesús Nazareno
Colaborador del imperio de Maximiliano, por encargo del emperador hizo un retrato al óleo de José María Morelos y otro de Agustín de Iturbide. Entre 1868 y 1869 pintó la Alegoría de la Constitución de 1857, hecho que le valió el perdón del presidente Benito Juárez, quien le restituyó sus derechos ciudadanos. Posteriormente, recuperó las clases de ornamento y decoración en la Academia de San Carlos.

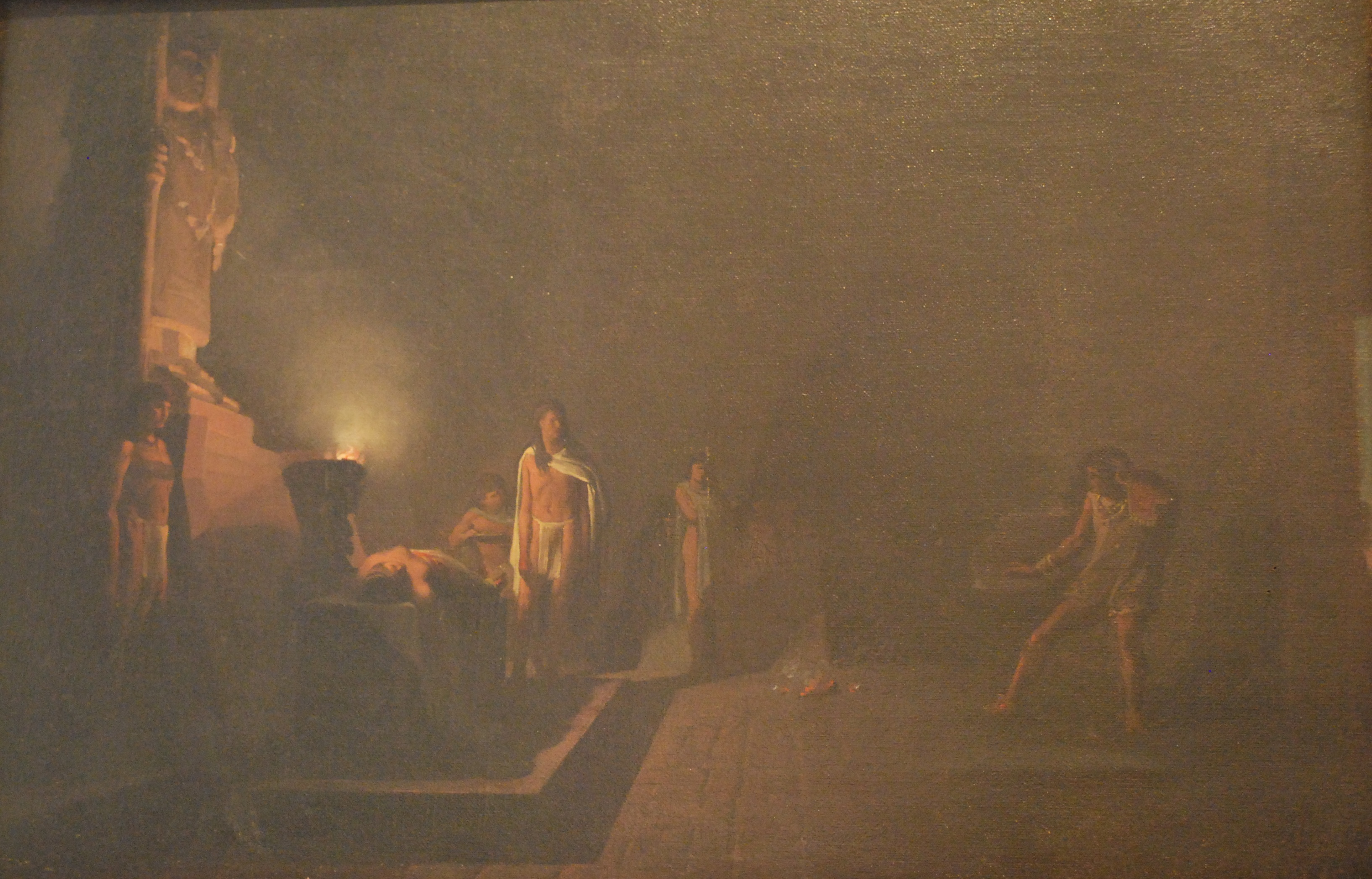
"El sacrificio de una princesa Acolhua” fue pintado por Monroy en 1881, poco antes de su muerte

En la Alegoría de la Constitución de 1857, obra que “se encuentra en resguardo del Museo Nacional de Arte (MUNAL), se observa la figura sublimada de una joven de piel trigueña descendiendo de los cielos, portando en su brazo izquierdo las tablillas de la Constitución de 1857 y, en la mano derecha, alzada hacia el cielo, el símbolo de la paz y la reconciliación: una rama de olivo.
·

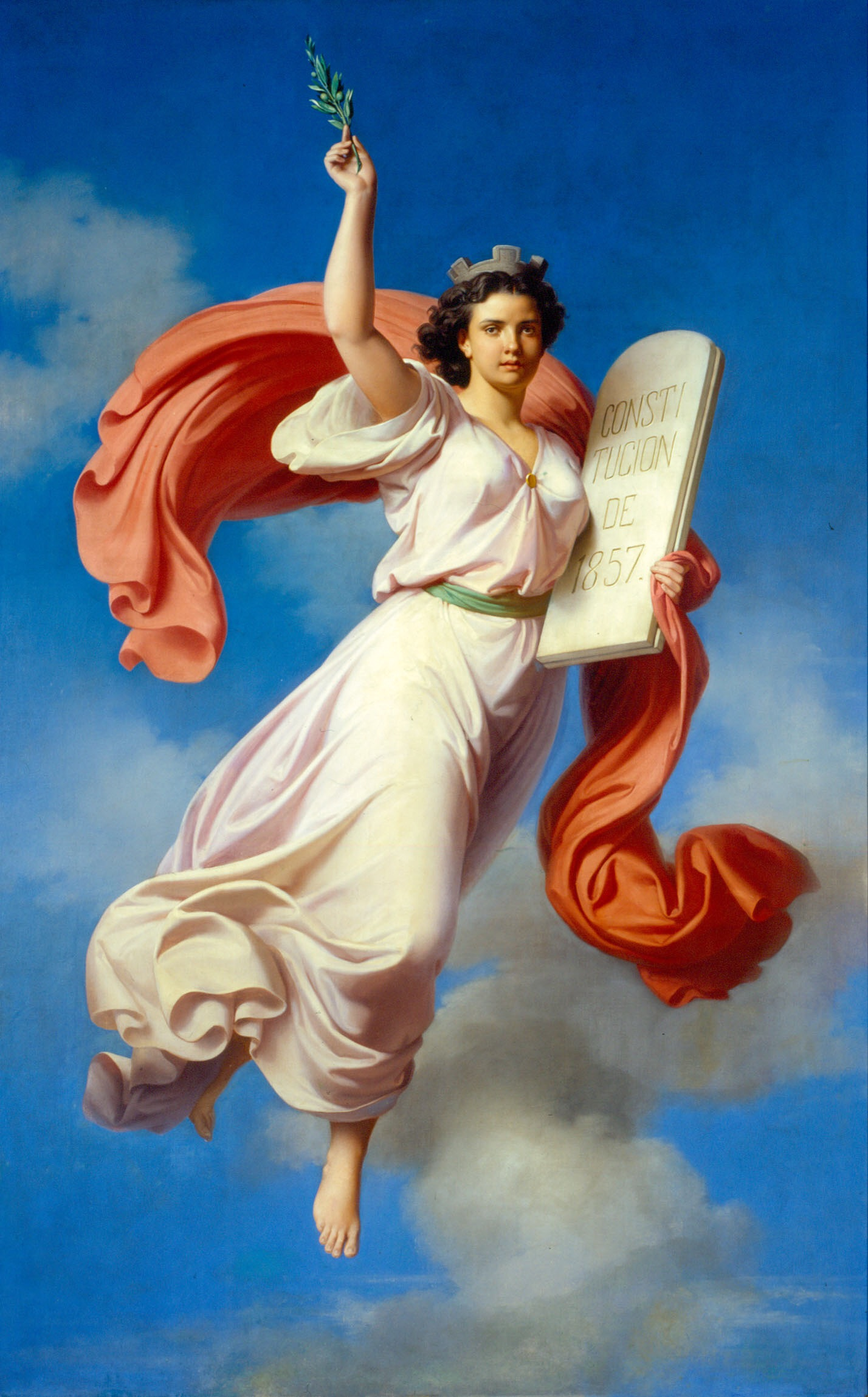
La Alegoría de la Constitución de 1857 además de fama, significó el perdón para el pintor

Rafael Olea Franco reprodujo en su artículo sobre los nombres de las pulquerías publicado por la revista Otros Diálogos de la UNAM lo que el pintor Diego Rivera escribió sobre la inauguración de “La Fuente Embriagadora” a la que asistieron el presidente Benito Juárez y el pintor Petronilo Monroy
“…don Benito Juárez —según me contaba mi maestro don Andrés Ríos— fue de gran chistera y frac, acompañado de su Ministro de Instrucción y Bellas Artes, a la inauguración de la “Fuente Embriagadora”, pulquería de ese nombre, sita, por aquel entonces, en la calle de Tacuba, y con motivo del cuadro de don Petronilo Monroy, cuyo título era el nombre de la pulquería, obra Ingristopopular de amable belleza, que yo, allí por mis siete años de edad, alcancé a ver todavía, y la recuerdo con una especie de agrado y ternura, no menores que las que siento por la “Source”, del maestro de Montauban, que guarda el Louvre. En cuanto a la bella Psiquis, de alas de libélula, que bebía neuhtli en el chorro surgido de marmóreo surtidor, obra de don Petronilo, admirada por don Benito, quién sabe dónde habrá ido a parar.”

## Reconocimientos
Auditorio Petronilo Monroy de Tenancingo de Degollado, Estado de México
Cancha de baloncesto Petronilo Monroy de Tenancingo de Degollado, Estado de México.
Luis Mario Schneider escribió el libro José María y Petronilo Monroy Los Hermanos pintores de Tenancingo en 1992, que recibió el "Luis Cardoza y Aragón".
Escuela Primaria Petronilo Monroy de Chalchihuapan, municipio de Tenancingo Estado de México. 
Jardín de niños "Petronilo Monroy" de la comunidad La compuerta en Tenancingo.